# Триклиний
Триклиният, триклиниум (на гръцки τρικλίνιον, на латински triclinium, мн.ч. triclinia) е официално помещение за хранене в древноримската архитектура, обзаведено с 3 места за лягане, наподобяващи дивани или кушетки, разположени под формата на буквата „П“, край ниска трапезна маса. Със същия термин са наречени и трите дивана в трапезарията. Този тип обзавеждане се появява в жилищни сгради и дворци, тъй като традицията при богатите древни римляни е да се хранят полулегнали. Откъм незаетата от мебели страна на масата става сервирането. Когато помещението е само с две легла, се нарича биклиний. Наименованията триклиний и биклиний произлизат от гръцката дума κλίναι, означаваща легло, диван.

## Помещение
Триклиниумът обикновено е красиво декорирана стая, предназначена за хранене, отдих и дълги разговори с гостите. В нея протича голяма част от времето на домакините.
В зависимост от сезона триклиниумите могат да бъдат закрити, оформени като стая, или открити, във вид на беседка, пергола или организирани в друг вид ландшафтен елемент. Когато помещението е затворено, стените се украсяват със стенописи, мозайки, дърворезби, както и всички останали помещения в дома. Подовата настилка обикновено е от мраморни плочи, или мозайка. Често, под открито небе, този вид легла са изработвани от камък, особено когато са поставени край храмове, кладенци или гробове. Обикновено през лятото трикилиумът се организира в атриума на римския дом.
Декорацията по стените и подовете на триклиниума са различни и характерни за всяка от териториите, завладени от Римската империя. Те са подбрани така, че да стимулират мислите и разговорите, както и да подсилят спомените от прекараното угощение. В Северна Африка и днешните Италия, Франция и Испания те са украсени със сцени от граждански зрелища и особено игрите на арената. Изобразяват се гладиаторски, или по-често животински битки, или изяждането на хора от животни. Някои от тези мотиви в източните части на Империята, по днешните схващания, са крайно неподходящи за трапезария. Например в един триклиниум в Кипър е изобразен леопард, който се отдалечава от трупа на диво магаре, носейки главата му в уста.
Понякога стените и подовете на триклиниума са украсени със сцени от местната митология или са развити философски теми. Един от примерите за това е подовата мозайка от триклиниум в атриума на жилищна сграда в Антиохия. Части от нея се намират в Париж, а други – в Уорчестър, щата Масачузетс. С влизането в този триклиниум, погледът попада първо на изображенията на Херкулес и Дионис, участващи в състезание за надпиване.
Понякога помещението е елипсовидно, а според Витрувий, независимо от формата, съотношението между дължината и ширината му трябва да бъде 2:1. Витрувий описва и триклиниуми, предназначени за лятно ползване, на които едната страна е отворена към север, а на всяка от трите стени са предвидени прозорци, гледащи към градината, фонтани и статуи. Възможно е в един дом да има няколко триклиниума.
Реконструкции на триклиниуми са пресъздадени в „Къщата на трагичния поет“ и в тази на Актеон в древния Помпей. Те са отворени от едната си страна, открити към вътрешната градина (виридариум). В „Къщата на Актеон“ триклиниумът е изработен от камък. Сред гробниците в Помпей е намерен погребален триклиниум, предназначен за честването на празника на мъртвите (Силицерниум), както и за почерпка на близките след погребения. Той е отворен към небето, а стените са украсени с картини на животни, разположени в центъра на отделни панели, обрамчени от изображения на цветя. Местата за лягане са каменни, а в центъра има пиедестал, който изпълнява ролята на маса. В Археологическия музей в Арецо, Италия, и „Къщата на Каро“ в Помпей също е предложена точна реконструкция на триклиниум.

## Дивани
Трите дивана за лягане по принцип са самостоятелни, но могат да бъдат обединени в една обща мебел, различните части на която са разположени под прав ъгъл една спрямо друга. Обикновено са направени от дърво с бронзови накити и отворено дъно, опасано с кожени каиши, които подкрепят дебели възглавници. Самите възглавници са напълнени с растителни влакна, овча вълна или пера, покрити с кожа, ленен или вълнен плат. Доста често диваните в триклиния са много широки, като на всеки от тях могат да се настанят по трима души, подпрени на високи възглавници, обърнати на лявата си страна, докато робите сервират храна и напитки. Всеки от тях е подпрян на левия си лакът, дясната ръка е освободена за хранене, главата му е в близост до гърдите на този, който лежи зад него, а краката са насочени навън. Самите кушетки са издигнати малко над нивото на масата, по-ниски в посока навън, наклонени нагоре към масата и са снабдени със странични, наклонени нагоре подпори.
Прието е, че броят на гостите не може да бъде по-малко от този на грациите, нито повече от броя на музите, т.е. те трябва да бъдат между 3 и 9 души. При древните гърци е прието на всеки диван да лежат не повече от двама души.
Разпределението на гостите по трите дивана, както и определянето на всяко от местата, се извършва в съответствие със строгите правила на етикета. Диванът, вляво от централния, е наречен lectus imus, средният е lectus medius, а десният – lectus summus. Съответно местата на един диван също имат свои наименования. Първото място, непосредствено до повдигнатата странѝца, се нарича imus, средното – medius и третото – summus. Левият диван се заема от домакина, неговите съпруга и пораснало дете, средният – от най-високопоставените гости, а третият – от по-обикновените гости. От трите места на всяка кушетка, за най-удобно се приема първото, тъй като там човек може да се облегне на повдигнатата странѝца на дивана. Най-важният гост заема мястото imus (locus consula) на средната кушетка. Останалите гости се облягат само на повдигнатите възглавници откъм масата.
Домакинът се изляга на местото summus на lectus imus, откъдето е най-удобно да следи и разпорежда прислугата. По този начин се оформя един вид „привилегирован ъгъл“, от който се открива най-добрата гледка над и извън помещението. Общият надзор на триклиниума е поверено на един от най-верните роби, наричан триклиниарх. Той, чрез посредничеството на други роби с по-нисък ранг, се грижи за сервирането и целия ред по време на пиршеството. Домакинът контактува само с него, за да предаде нарежданията си. Между всеки две сервирания, робите задължително измиват масата.
Това строго йерархично подреждане на присъстващите на определени места, дава възможност за проява на личното отношение на домакина към всеки гост. Някои могат да получат видимо по-лошо храна, или по-малко вино, отколкото останалите. Лежейки на дивана, сгушени в непосредствена близост един до друг, такава проявена демонстрация веднага се забелязва. Така че угощението за някои може да бъде приятно, а за други – обидно и унизително.
В края на Републиката се появяват кръгли маси, обикновено изработени от цитрусова дървесина. В тези случаи диваните приемат своеобразна форма на полумесец и са наречени стибадиуми или дивани-сигма (ς), тъй като наподобява формата на тази буква. Стибадиумите обаче, като правило, са подходящи само за 5 места. При тях най-престижно е ъгловото място в десния край на дивана.

## История
Обичаят да се използват дивани, по време на приема на храна, става популярен сред гърците в началото на 7 век пр.н.е. От там се разпространява към Магна Греция, гръцките колонии в Южна Италия, и е възприет от етруските. Гръцката традиция позволява само гостите от мъжки пол да се хранят в официалната трапезария на мъжкото отделение андрон. Ежедневното хранене обаче става заедно с останалата част от семейството в отделно помещение.
Предполага се, че етруските не ограничават своите гости по полов признак. Възможно е римляните да са възприели този вид трапезарии от етруските, или са ги изкопирали по-късно, когато влизат в по-тесен контакт с гръцката култура.
Противно на общоприетото схващане, не всички римляни се хранят, излегнали се на кушетки. Повечето всъщност ядат седнали, или дори прави около масата. Само членовете на по-заможната част от населението се хранят, излегнали се върху удобни дивани. Причината за това е, че повечето римляни финансово не могат да си позволят да имат триклиниум, нито масло за маслените лампи, осветяващи тези пищни трапезарии. Всички роби, както и децата в семейството, също се хранят прави или седнали. Първоначално само на мъжете било разрешено да ядат, легнала в тези стаи. Жените и старците се хранят, седнали на столове с облегалки. По принцип на жените не е позволено да се хранят с мъже извън дома си, освен ако не са наглеждани от член на семейството от мъжки пол. В края на Републиката и по време на имперските времена, жените също са допуснати да се угощават по този начин.
Когато в дома са поканени гости, за тяхното забавление се осигурява присъствието на музиканти, танцьори и поети. Римските аристократи прекарват в триклиниума дълги часове, водят сериозни разговори за политика, бизнес и разискват други важни въпроси. Те често остават в тези помещения до много късно и в тези случаи за осветление се използват маслени лампи.